# Wiesław Kańtoch
Wiesław Kańtoch (ur. 8 czerwca 1954 w Jaśle, zm. 20 maja 2014 w Katowicach) – polski aktor teatralny i filmowy.

## Życiorys
Ukończył studia na Wydziale Aktorskim Państwowej Wyższej Szkoły Teatralnej im. Ludwika Solskiego w Krakowie (dyplom 1980). Debiutował w krakowskim Teatrze „Bagatela”, gdzie występował w latach 1978–1979. Następnie przez większość swej kariery był związany z Teatrem Śląskim im. Stanisława Wyspiańskiego w Katowicach (1981-1999, 2001−2008) z wyjątkiem lat 1977-1981, kiedy występował w Teatrze im. Wandy Siemaszkowej w Rzeszowie oraz lat 1999–2001, gdy grał w zabrzańskim Teatrze Nowym. Sześciokrotnie brał również udział w audycjach Teatru Polskiego Radia (1979-2002) oraz trzykrotnie – w spektaklach Teatru Telewizji (1980-1987).

### Nagrody
- dwukrotnie Złota Maska – 1991, 1995
- XXVIII Kaliskie Spotkania Teatralne – nagroda za rolę Clov w przedstawieniu Końcówka Samuela Becketta (1988)
- VIII Ogólnopolski Festiwal Dramaturgii Współczesnej w Zabrzu – wyróżnienie aktorskie za role Sąsiada w przedstawieniu Bardzo zwyczajna historia Mariji Łado (2008)

## Filmografia
- Trzecia granica (1975) – lotnik (odc. 2)
- Blisko, coraz bliżej (1982) – odc. 4
- Na straży swej stać będę (1983)
- 6 milionów sekund (1983) – Wiślicki (odc. 5, 9, 10, 17)
- Sprawa osobista (1984)
- Śmierć jak kromka chleba (1994)
- Benek (2007) – listonosz